# Patricio Achurra
Patricio Achurra Garfias (Santiago, 3 de febrero de 1948) es un actor y político chileno.

## Biografía

### Carrera
Reconocido por sus papeles en teleseries como J.J. Juez, La colorina, La madrastra, y series como Martín Rivas, entre otras.
En el periodo 2000 - 2004 fue concejal por Paine en el año 2004 se pustula cómo alcalde de la comuna de Paine durante 2004 a 2008, respaldado por su partido, la Democracia Cristiana.El año 2009 se postulo como diputado por San Bernardo, Buin, Paine y Calera de Tango y no salio elegido respaldado por su partido, la Democracia Cristiana. En 2012 fue elegido concejal de la misma comuna durante el periodo 2012-2016.
Entre sus hijos se cuenta al también actor Ignacio Achurra y a la cantante, diseñadora, cocinera Connie Achurra y la fotógrafa Maca Achurra.

## Filmografía

### Cine
- Todo por nada (1989).
- No tan lejos de andómeda (1999) - Magui's Brother.
- La venganza of the knight again forever... Oh my god!! (2004) - Inspector de supermercado.
- No (2012).

## Televisión

#### Telenovelas
| Año  | Título                          | Papel                     | Cadena      |
| ---- | ------------------------------- | ------------------------- | ----------- |
| 1975 | María José                      | Alfredo                   | Canal 13    |
| 1975 | La otra soledad                 | Gonzalo                   | Canal 13    |
| 1975 | J.J. Juez                       | Francisco Garmendia       | Canal 13    |
| 1976 | Sol tardío                      | Rodolfo                   | TVN         |
| 1977 | La colorina                     | Daniel Latorre            | TVN         |
| 1979 | Martín Rivas                    | Rafael San Luis           | TVN         |
| 1981 | La madrastra                    | Leonelo Ibáñez            | Canal 13    |
| 1982 | Alguien por quien vivir         | Óscar                     | Canal 13    |
| 1983 | La noche del cobarde            | Raúl Villarrobles         | Canal 13    |
| 1984 | Andrea                          | Julián Arellano           | Canal 13    |
| 1985 | La trampa                       | Alonso Moira              | Canal 13    |
| 1985 | El prisionero de la media noche | Ramiro Saavedra           | Canal 13    |
| 1987 | La última cruz                  | Abel Zazar                | Canal 13    |
| 1988 | Vivir así                       | Julián Cruchaga           | Canal 13    |
| 1989 | La intrusa                      | Rodrigo Estévez           | Canal 13    |
| 1989 | Bravo                           | Nelson                    | Canal 13    |
| 1990 | Acércate más                    | Aníbal Lecaros            | Canal 13    |
| 1991 | Ellas por ellas                 | Jaime Munizaga            | Canal 13    |
| 1992 | Fácil de amar                   | Génaro                    | Canal 13    |
| 1993 | Doble juego                     | Antonio Alzavía / El Toyo | Canal 13    |
| 1994 | Top secret                      | Arturo Rey                | Canal 13    |
| 1995 | El amor está de moda            | Gonzalo                   | Canal 13    |
| 1995 | Amor a domicilio                | Sergio Toledo             | Canal 13    |
| 1996 | Adrenalina                      | Walter Opazo              | Canal 13    |
| 1997 | Playa Salvaje                   | Ricardo Aguirre           | Canal 13    |
| 1998 | Marparaíso                      | Enrique Santa Cruz        | Canal 13    |
| 1999 | Cerro Alegre                    | Clemente Echeverría       | Canal 13    |
| 2003 | 16                              | Demetrio Alquinta         | TVN         |
| 2004 | Los Pincheira                   | Dr. Urmeneta              | TVN         |
| 2004 | Ídolos                          | Dr. Silva                 | TVN         |
| 2005 | 17                              | Demetrio Alquinta         | TVN         |
| 2011 | Esperanza                       | Genaro Solovera           | TVN         |
| 2012 | Reserva de familia              | Agustín Correa            | TVN         |
| 2013 | Solamente Julia                 | Gerardo García            | TVN         |
| 2014 | Las 2 Carolinas                 | Luis Salazar              | Chilevisión |
| 2014 | El amor lo manejo yo            | José Fernández            | TVN         |
| 2015 | Esa no soy yo                   | Ramón Marín               | TVN         |
| 2017 | Wena profe                      | Pedro Domínguez           | TVN         |
| 2018 | Pacto de sangre                 | Guillermo Sotomayor       | Canal 13    |
| 2022 | Hasta encontrarte               | Ramiro Lozano             | Mega        |
| 2023 | Juego de ilusiones              | Mario Jiménez             | Mega        |
| 2024 | Al sur del corazón              | Renato                    | Mega        |

#### Series y miniseries
| Año       | Título                                       | Papel                            | Cadena      |
| --------- | -------------------------------------------- | -------------------------------- | ----------- |
| 1982      | Anakena                                      | Agustín Ferrer                   | Canal 13    |
| 1990      | Corín Tellado: Mis mejores historias de amor | Fermín                           | TVN         |
| 1990      | Crónica de un hombre santo                   | Monseñor Francisco Alliende      | Canal 13    |
| 1993      | La patrulla del desierto                     | Coronel Emilio Sotomayor         | Canal 13    |
| 1994      | Fácil de amar, la comedia                    | Genaro                           | Canal 13    |
| 1996      | Amor a domicilio, la comedia                 | Sergio Toledo                    | Canal 13    |
| 1999      | Los Cárcamo                                  | Ricardo Aguirre                  | Canal 13    |
| 2000-2005 | La otra cara del espejo                      | varios                           | Mega        |
| 2002-2010 | El día menos pensado                         | varios                           | TVN         |
| 2003      | Mea culpa                                    | René Vergara                     | TVN         |
| 2011      | 12 días que estremecieron Chile              | Arturo Coloma                    | Chilevisión |
| 2012      | El diario secreto de una profesional         | Álex Gurruchaga                  | TVN         |
| 2012      | Vida por vida                                | Dr. Hernán Dávila                | Canal 13    |
| 2012      | BKN                                          | Anselmo Costello                 | Mega        |
| 2012      | Prófugos 2                                   | Abogado                          | HBO         |
| 2015      | Dueños del paraíso                           | Orlando Olavarría                | TVN         |
| 2017      | Irreversible                                 | Manuel Armijo/Guillermo Espinoza | Canal 13    |

### Programas de televisión
- Teatro... y en el teatro (Canal 9, 1979) - Varios personajes
- Teatro en Canal 13 (Canal 13, 1997-1999) - Varios personajes
- Teatro en Chilevisión (Chilevisión, 2009-2010) - Varios personajes
- Los tuins (Mega, 2013) - Invitado.
- Cada día mejor (La Red, 2013) - Invitado.
- Más que 2 (TVN, 2014) - Invitado.
- Todo por ti (Canal 13, 2023) - Invitado.

## Historial electoral

### Elecciones municipales de 2004
- Elecciones municipales de 2004, para la alcaldía de Paine[2]

| Candidato                | Pacto                          | Partido | Votos  | %     | Resultado |
| ------------------------ | ------------------------------ | ------- | ------ | ----- | --------- |
| Patricio Achurra Garfias | Concertación por la Democracia | DC      | 12 060 | 58,10 | Alcalde   |
| Enrique Canales Canales  | Alianza                        | UDI     | 5165   | 24,88 |           |
| Rosa Sánchez Torrealba   | Independiente                  | Ind.    | 2655   | 12,79 |           |
| Claudio Castro Silva     | Juntos Podemos                 | PH      | 876    | 4,22  |           |

### Elecciones parlamentarias de 2009
- Elecciones parlamentarias de 2009, distrito nº30 (Buin, Calera de Tango, Paine y San Bernardo)[3]

| Candidato                  | Pacto                                            | Partido | Votos  | %     | Resultado |
| -------------------------- | ------------------------------------------------ | ------- | ------ | ----- | --------- |
| José Antonio Kast Rist     | Coalición por el Cambio                          | UDI     | 53 423 | 35,10 | Diputado  |
| Ramón Farías Ponce         | Concertación y Juntos Podemos por más democracia | PPD     | 29 335 | 19,27 | Diputado  |
| Patricio Achurra Garfias   | Concertación y Juntos Podemos por más democracia | DC      | 22 548 | 14,81 |           |
| Ángel Bozán Ramos          | Independiente (Fuera de pacto)                   | IND     | 21 079 | 13,85 |           |
| Rosa Oyarce Suazo          | Coalición por el Cambio                          | RN      | 12 329 | 8,10  |           |
| Carlos Caro Briso          | Nueva Mayoría para Chile                         | PH      | 5052   | 3,32  |           |
| Roxana Miranda Meneses     | Independiente (Fuera de pacto)                   | IND     | 4332   | 2,85  |           |
| Germán Silva Pavez         | Chile Limpio. Vote Feliz                         | PRI     | 2143   | 1,41  |           |
| Alejandro Carpintero Durán | Chile Limpio. Vote Feliz                         | MAS     | 1960   | 1,29  |           |

### Elecciones municipales de 2012
- Elecciones municipales de 2012, para el concejo municipal de Paine[4]

| Candidato                   | Pacto                          | Partido | Votos | %     | Resultado |
| --------------------------- | ------------------------------ | ------- | ----- | ----- | --------- |
| Bárbara Kast Sommerhoff     | Coalición                      | UDI     | 4475  | 19,95 | Concejal  |
| Patricio Achurra Garfias    | Concertación por la Democracia | DC      | 2474  | 11,03 | Concejal  |
| Maximiliano Bernstein Llona | Coalición                      | UDI     | 1490  | 6,64  | Concejal  |
| Enrique Canales Canales     | Coalición                      | UDI     | 1390  | 6,20  | Concejal  |
| Mario Campos Arias          | Regionalistas e Independientes | Ind.    | 1248  | 5,56  | Concejal  |
| Juan Calderón Núñez         | Coalición                      | RN      | 1226  | 5,46  |           |
| Juan Maureira Carreño       | Concertación por la Democracia | PPD     | 923   | 4,11  | Concejal  |

### Elecciones municipales de 2016
- Elecciones municipales de 2016, para el concejo municipal de Paine[5][6]

| Candidato                   | Pacto                  | Partido | Votos | %     | Resultado |
| --------------------------- | ---------------------- | ------- | ----- | ----- | --------- |
| Bárbara Kast Sommerhoff     | Chile Vamos            | EVO     | 3204  | 18,66 | Concejal  |
| Cristian Galaz Cortéz       | Chile Vamos            | EVO     | 1082  | 6,30  | Concejal  |
| Rodrigo Contreras Gutiérrez | Chile Vamos            | UDI     | 1071  | 6,24  | Concejal  |
| Loreto Galindo Sazo         | Nueva Mayoría          | DC      | 926   | 5,39  | Concejal  |
| Juan Maureira Carreño       | Nueva Mayoría          | PPD     | 820   | 4,78  | Concejal  |
| Patricia Villa Lavín        | Chile Vamos            | PRI     | 723   | 4,21  |           |
| Manuel Silva Leiva          | Nueva Mayoría          | Ind.    | 676   | 3,94  |           |
| Maximiliano Bernstein Llona | Chile Vamos            | UDI     | 641   | 3,73  |           |
| Patricio Achurra Garfias    | Yo Marco por el Cambio | Ind.    | 624   | 3,63  |           |
| José Leppe Reyes            | Nueva Mayoría          | PR      | 619   | 3,61  |           |
| Marco San Martín Zdrazil    | Nueva Mayoría          | PS      | 489   | 2,85  |           |
| Juan Calderón Núñez         | Chile Vamos            | RN      | 485   | 2,82  | Concejal  |